# Bernardo Clemente Pinto Sobrinho
Bernardo Clemente Pinto Sobrinho, segundo barão, primeiro visconde e Conde de Nova Friburgo ComNSC (Cantagalo, 11 de novembro de 1835 — Nova Friburgo, 6 de agosto de 1914 ) foi um fazendeiro brasileiro e veador da imperatriz D. Teresa Cristina.

## Biografia
Filho de Antônio Clemente Pinto, barão de Nova Friburgo, e de Laura Clementina da Silva Pinto. Casou-se com Ambrosina Leitão da Cunha Campbell, viúva de Diogo Archibald Campbell, e filha do senador Ambrósio Leitão da Cunha, barão de Mamoré, e D. Maria José da Gama e Silva Cunha, Nascidos e batizados na província do Pará. Casaram na Igreja Matriz Nossa Senhora da Glória, Rio de Janeiro, em 01 de setembro de 1880, testemunhas Barão de São Clemente, e Dr. Brás Augusto Monteiro de Barros, Consta no livro de matrimônios da Igreja Matriz Nossa Senhora Da Glória, Rio de Janeiro, FLS.30 Termo 91, Livro de casamentos 1878 a 1885. (obs: consta no registro que a noiva era viúva de James Archibald Campbell)
Formado em Direito, foi agraciado oficial da Imperial Ordem da Rosa e comendador da Ordem de Nossa Senhora da Conceição de Vila Viçosa.

## Descendentes
- Bráz de Nova Friburgo, casou-se com Maria José de Sousa Dantas, filha de Rodolfo Epifânio de Sousa Dantas e neta do senador Dantas. Com descendência.
- Renato de Nova Friburgo, faleceu ainda criança, com 1 ano de idade.
- Celia de Nova Friburgo, faleceu ainda criança, com 2 ou 3 anos de idade.
- Renato de Nova Friburgo, casou-se com Luiza Laura Couto.
- Ada de Nova Friburgo.
- Laura de Nova Friburgo, casou-se com Fernando de Sousa Dantas, filho de Manuel Pinto de Sousa Dantas Filho e neto do senador Dantas. Com descendência.